# Les Sorres X
Les Sorres X fou una embarcació medieval dedicada al comerç de cabotatge per la costa catalana. Datada de la segona meitat del segle xiv, les seves restes foren trobades a Castelldefels el setembre de 1990 durant les obres de construcció del Canal Olímpic, amb motiu de la celebració dels Jocs Olímpics de Barcelona 1992. L'excavació arqueològica de l'embarcació fou duta a terme pel Centre d'Arqueologia Subaquàtica de Catalunya (CASC) entre els mesos de novembre i desembre de 1990. Posteriorment, també se n'encarregà de la seva restauració i conservació.
En el moment del seu naufragi, en els aiguamolls del delta del Llobregat, portava un carregament de peix tallat envasat en gerres i possiblement feia les rutes comercials que uniren Barcelona amb els ports catalans, valencians i occitans. Segons les anàlisis, l'embarcació havia estat un llaüt sense coberta i amb un arbre a vela llatina, amb unes dimensions de 9,5 o 10 m de llargada, 6,20 m de llargada de quilla, una oberta de 1,9 m, pla d'1,20 m i 0,8 m de puntal. El seu tonatge deuria oscil·lar entre 4 i 4,5 tones.
El novembre de 2006, el Museu Marítim de Barcelona i el Museu d'Arqueologia de Catalunya van signar un conveni per la qual el segon, com a propietari de les restes del vaixell, les cedia en règim de comodat al Consorci de les Drassanes Reials i Museu Marítim de Barcelona, per a la seva reconstrucció, conservació i musealització. Considerada com una de les escasses barques medievals destinades al transport de mercaderies que es conserva a la Mediterrània, l'any 2019 l'embarcació va ser presentada en una exposició al Museu Marítim de Barcelona, després de finalitzar les tasques de restauració.